# Der Waffenschmied
Der Waffenschmied (ted. armaiolo) è  un'opera comica in tre atti di Albert Lortzing. Il compositore fu anche autore del libretto.

Il soggetto dell'opera è tratto dalla commedia Liebhaber und Nebenbuhler in einer Person di Friedrich Wilhelm Ziegler. Lo stesso compositore ricoprì più volte il ruolo del Conte di Liebenau.

La prima rappresentazione ebbe luogo il 31 maggio 1846 nel Theater an der Wien di Vienna.

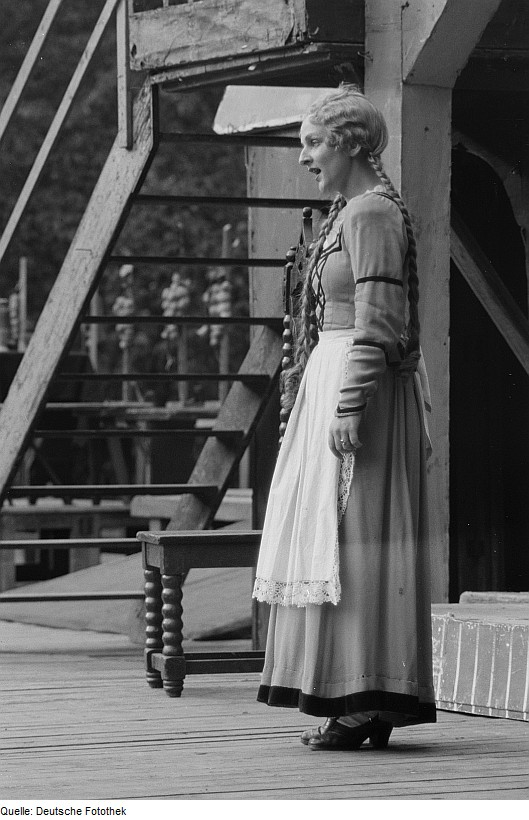
Il personaggio di Marie Stadinger in una rappresentazione di Der Waffenschmied (Markkleeberg, 1950)

## Personaggi
- Hans Stadinger, armaiolo (basso)
- Marie, sua figlia (soprano)
- Il conte di Liebenau (baritono)
- Georg, il suo scudiero (tenore)
- Il cavaliere Adelhof (basso)
- Irmentraut, l'educatrice di Marie (contralto)
- Brenner, locandiere (tenore)